# Topsentia
Topsentia är ett släkte av svampdjur. Enligt Catalogue of Life ingår Topsentia i familjen Halichondriidae, men enligt Dyntaxa är tillhörigheten istället familjen Halichondridae.

## Dottertaxa tillTopsentia, i alfabetisk ordning[1][2]
- Topsentia amorpha
- Topsentia aqabaensis
- Topsentia arcotti
- Topsentia bahamensis
- Topsentia bubaroides
- Topsentia compacta
- Topsentia dificilis
- Topsentia disparilis
- Topsentia distincta
- Topsentia dura
- Topsentia fernaldi
- Topsentia fibrosa
- Topsentia garciae
- Topsentia glabra
- Topsentia halichondrioides
- Topsentia hispida
- Topsentia kushimotoensis
- Topsentia lacazii
- Topsentia maculosa
- Topsentia megalorrhapis
- Topsentia mollis
- Topsentia myxa
- Topsentia novaezealandiae
- Topsentia ophiraphidites
- Topsentia oxyspicula
- Topsentia pachastrelloides
- Topsentia plurispicula
- Topsentia profunditatis
- Topsentia pseudoporrecta
- Topsentia rugosa
- Topsentia salomonensis
- Topsentia solida
- Topsentia stellettoides
- Topsentia topsenti